# Hoobastank
Hoobastank (ofta skrivet h∞bastank) är ett amerikanskt postgrungeband, bildat 1994 i Agoura Hills, Kalifornien.

## Medlemmar
Nuvarande medlemmar
- Douglas Robb - sång, gitarr (1995-idag)
- Dan Estrin - gitarr, sång (1995-idag)
- Chris Hesse - trummor, percussion (1995-idag)
- Jesse Charland - bas, bakgrundssång (2009-idag)

Tidigare medlemmar
- Derek Kwan - saxofon (1997-1999)
- Markku Lappalainen - bas (1997-2005)
- Jeremy Wasser - saxofon (1995-2005)
- Josh Moreau - bas (2006-2008)

## Diskografi
Studioalbum
- 1998 – They Sure Don't Make Basketball Shorts Like They Used To
- 2001 – Hoobastank
- 2003 – The Reason
- 2006 – Every Man for Himself
- 2009 – For(n)ever
- 2012 – Fight or Flight
- 2018 – Push Pull

Livealbum
- 2009 – Live from the Wiltern

EP
- 1997 – Muffins
- 2002 – The Target EP

Singlar
- 2001 - Crawling in the Dark
- 2002 - Running Away
- 2002 - Remember Me
- 2003 - Out of Control
- 2003 - The Reason
- 2004 - Same Direction
- 2004 - Disappear
- 2006 - If I Were You
- 2006 - Inside of You
- 2006 - Born to Lead
- 2008 - My Turn
- 2009 - So Close, So Far
- 2009 - The Letter (med Vanessa Amorosi)
- 2010 - Never Be Here Again
- 2010 - Is This the Day?
- 2012 - This Is Gonna Hurt
- 2013 - Can You Save Me?
- 2013 - Incomplete